# Dasytes cyaneus
Dasytes cyaneus är en skalbaggsart som först beskrevs av Fabricius 1775.  Dasytes cyaneus ingår i släktet Dasytes, och familjen borstbaggar. Arten är reproducerande i Sverige.